# Prim-ministru

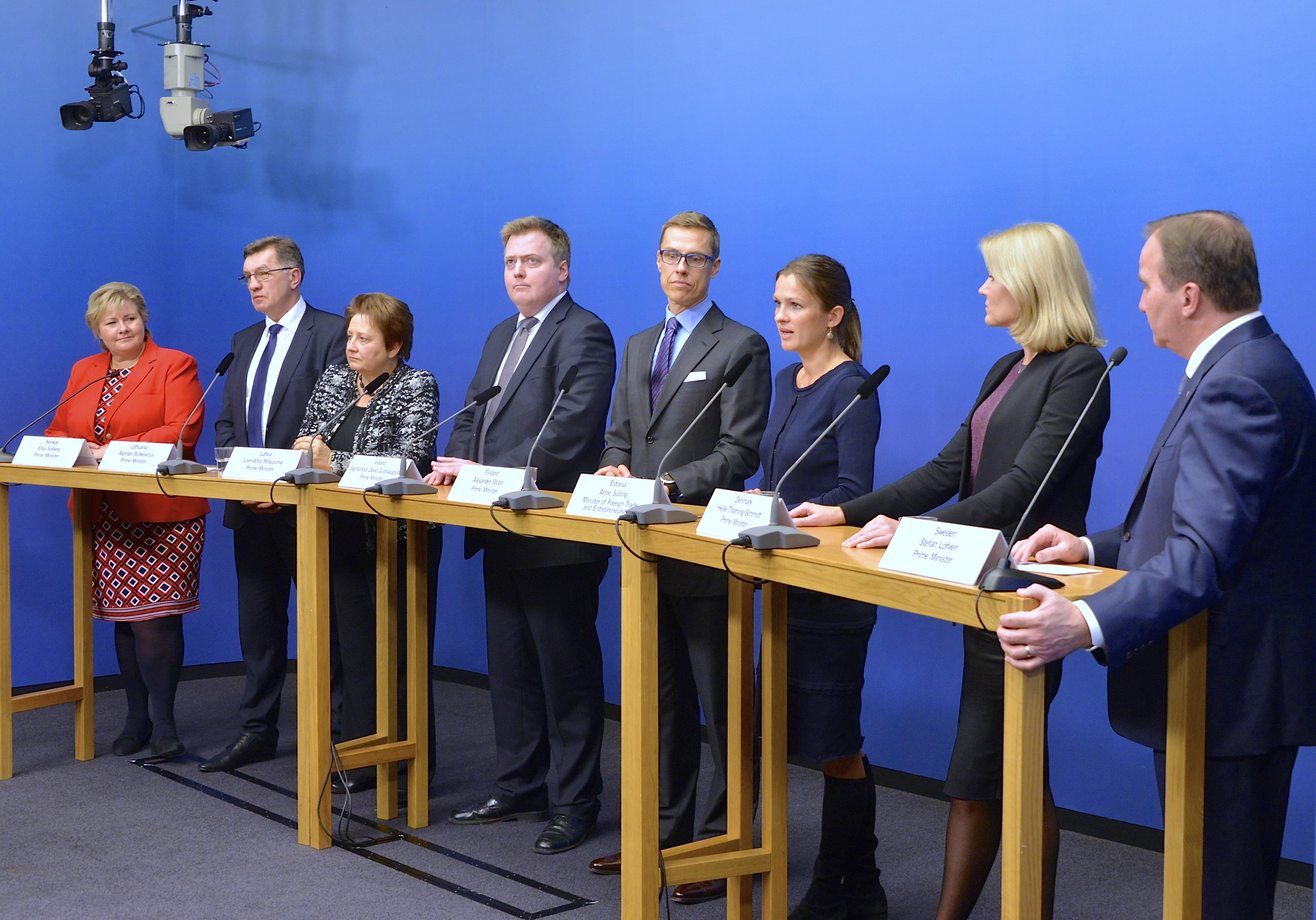
Prim-miniștri ai țărilor nordice și baltice în 2014. De la stânga: Erna Solberg, Norvegia; Algirdas Butkevičius, Lituania; Laimdota Straujuma, Letonia; Sigmundur Davíð Gunnlaugsson, Islanda; Alexander Stubb, Finlanda; Anne Sulling, Estonia (ministru al comerțului); Helle Thorning-Schmidt, Danemarca; Stefan Löfven, Suedia.

Un prim-ministru, numit și premier (sau în unele țări și cancelar), este un șef de guvern. În plus, în statele federale (ca de ex. Germania), statele componente ale federației pot și ele avea câte un guvern propriu, condus de câte un prim-ministru propriu. Pentru Germania și Austria vezi articolul despre cuvântul german Ministerpräsident (prim-ministru).
În sistemele parlamentare modelate după sistemul Westminster, premierul este șef de guvern și șeful executivului. În astfel de sisteme, șeful statului sau reprezentantul oficial al șefului statului (adesea monarhul, președintele sau guvernatorul general) dețin, de obicei, o poziție în mare măsură ceremonială. 

## Clasificare
Există trei forme de guvernământ principale:
- În statele cu forma de guvernământ parlamentară (de ex. în Regatul Unit, Germania, Austria) prim-ministrul este șeful guvernului, autoritatea executivă în stat, în timp ce șeful statului (monarh sau președinte) are, cu mici excepții, doar funcții simbolice și se ocupă în general de domeniile politicii externe și cele ale apărării naționale.
- Și în țările cu formă de guvernământ semiprezidențială (ex.: Franța, România) șeful guvernului este prim-ministrul. Însă șeful statului îndeplinește funcții importante, mai ales în domeniile politicii externe, al celei de apărare și de securitate.
- În fine, în cele cu formă de guvernământ prezidențială (ex.: SUA) șeful  statului îndeplinește și funcția de prim-ministru.

## Executivul
- Executivul este format din guvern plus instituția șefului statului.
- În țările semiprezidențiale executivul este divizat din punct de vedere al competențelor: el este format din guvern plus șeful de stat, iar șeful guvernului și cel al statului sunt două persoane diferite.
- În țările prezidențiale executivul se numește monolitic, deoarece instituția guvernului și cea a șefului de stat sunt conduse de aceeași persoană.